# ريد دوارف
ريد دوارف (بالإنجليزية: Red Dwarf)، هو مسلسل كوميديا موقف وخيال علمي بريطاني. عٌرض على قناة بي بي سي تو من عام 1988 إلى 1999 ولقي رواجاً محققاً نجاحاً كبيراً. كتب العمل روب جرانت ودوج نايلور.

## القصة
القصة على مدار 8 مواسم، عن سفينة فضاء تعدينية، طولها 6 أميال (10 كيلو متر)، ارتفاعها و5 أميال (8 كيلو متر)، وعرضها 4 أميال (6 كيلو متر).
في الحلقة الأولى، يحدث تسرّب إشعاع كادميوم على السفينة، يقتل كافة ركاب السفينة، ما عدا ديف ليستر، أقل تقني كفاءة في السفينة، وصانع آلة شوربة الدجاج وقطته الحامل فرانكنشتاين التي كانت مختبئة ومأمنة في مخزن بضائع السفينة. نجا ديف بسبب توقيف حياته مؤقتا في حاجز زمني، وهو غير مدرب على الإطلاق ومستهتر ومهمل في عمله.
على إثر الحادثة، كان لابد على كمبيوتر السفينة هولي الحفاظ على من تبقى حياً، فسيحافظ على حياة ديف لمدة ثلاث ملايين سنة، حتى يختفي خطر ذلك الإشعاع. سيظهر مع ديف مساعده أرنولد ريمر، الذي أعاده كمبيوتر السفينة هولي، لكن على شكل هولوجرام، أي شكل ثلاثي الأبعاد فقط، لكن غير ملموس، وليس حياً بالطبع، لكن كمبيوتر هولي فعل ذلك للحفاظ على عقل ليستر من التخلف والإصابة بالجنون أو العتَه بسبب كونه وحيداً. ستظهر قطة من أحفاد أحفاد، التي كانت حامل، على هيئة رجل، لكنه بأنياب كبيرة بعض الشيء كالقط، ويبدو نرجسياً مهتماً بنفسه بشكل يثير الاهتمام، فأغلب ما يقوله هو عبارة «انظر لي، أنا قطة!» (بالإنجليزية: "look at me, I'm a cat") ، فهو يتبع فصيلة «فيلين سابينس»، التي نشأت وتطورت في خزانة السفينة، وتلك الفصيلة خيالية، وهي القطة التي في جسد إنسان عادي، لكن بأفكار مختلفة، ويتبع تلك الفصيلة القطة (قطة ليستر) وأطفالها التي ولدتها عبر السنين. وكات هو عبارة عن أحد أحفاد أحفاد تلك القطة.
اللمحة الدرامية الأساسية في المسلسل، هي رغبة ليستر الشديد في العودة للأرض، وحزنه على فراقه أصحابه.
بينما تبدأ رحلتهم، يواجه ذلك الطاقم الغير منظم بعض الشيء بعض الظواهر، مثل، التشوهات الزمنية، السفر أسرع من الضوء، أمراض المسخ وطرق عيش، وفصائل غريبة، التي طورت نفسها في السفينة في الثلاث ملايين عام التي مضت.
بدءً من الموسم الثاني، يقابل الطاقم الأندرويد المسئول عن شئون الصرف الصحي كرايتن (كرايتن 2X4B-523P - كيفن كرايتن). كيفن ظهر في حلقة واحدة، وهي سابع حلقة في الموسم الثاني، باسم: Kryten، لكن بدءً من الموسم الثالث، أصبح شخصية معتادة في الحلقات. في الموسم الثالث، سفينة ريد دوارف نفسها سيتم سرقتها مما سيجبر الطاقم على إكمال رحلتهم في مركبة ستاربج للموسمين اللاحقين، مما سيؤثر سلباً عليهم، فسيفقدوا الاتصال بهولي. في الموسم السابع ريمر سينحرف بالطاقم بسبب تشوقه ليرى شخصيته في الكون الموازي 
وهناك سيجدون كريستين كوتشانسكي، أول صديقة لريمر، ووضعت أيضا في حجز زمني.
في الموسم الثامن، سيتم إعادة بناء ريد دوارف من قِبل نانوبوتس، الذين سرقوها وفتتوها إلى ذرات أوليّة وبدائية. وفي عملية إعادة البناء تلك، سيتم إعادة طاقم السفينة بأكمله، شاملا ريمر الأصلي، لكن الطاقم الذي ذهب في ستاربج سيجد نفسه قد حكم عليه لمدة سنتين في سفينة، بسبب إتهامات غير مفهومة. الموسم ينتهي بريد دوارف، وقد أكلها فيروس، بينما الطاقم قد تم إجلاؤه بسبب الحفاظ عليهم وحمايتهم، أما ريمر، في نهاية مفتوحة، قد تم تركه وحده يواجه الموت.